# Japansk hjernebetændelse
Japansk hjernebetændelse er en virussygdom der overføres ved myggestik. Symptomer kan være, at det er svært at holde sig vågen og man er forvirret. Sygdommen er dødelig i omkring hvert tredje tilfælde, men smitterisikoen er lav, en ud af en million. Statens Serum Institut skriver, at symptomerne er hovedpine, feber og påvirket bevidsthed, men det er kun en ud af 100, som får symptomer. Man kan smittet i Asien, især i Sydøstasien, Indien og Kina. Danske lægers vaccinationsservice oplyser, at hvis man for eksempel rejser til Thailand i mere end en måned, bør man vaccineres mod Japansk Hjernebetændelse. Omkring 10.000 mennesker dør hvert år af Japansk hjernebetændelse, men kun få turister får sygdommen.